# 江一駅
江一駅（カンイルえき）は大韓民国ソウル特別市江東区江一洞にある、ソウル交通公社河南線の駅。駅番号は554。
ソウル特別市で最東端に位置する駅である。

## 歴史
- 2021年3月27日 - 開業。[1]

## 駅構造
2面2線の相対式ホーム。スクリーンドアが設置されている。

## 隣の駅
ソウル交通公社
 河南線
上一洞駅 (553) - 江一駅 (554) - 渼沙駅 (555)